# Jászberény
Jászberény là một thành phố thuộc hạt Jász-Nagykun-Szolnok, Hungary. Thành phố này có diện tích 221,35 km², dân số năm 2010 là 27065 người, mật độ 122 người/km².